# Charles Runyon
Pour les articles homonymes, voir Runyon.
Charles Runyon, né le 9 juin 1928 à Sheridan,  dans le Missouri et mort le 8 juin 2015, est un écrivain américain de roman policier et de science-fiction.

## Biographie
Entre 1947 et 1954, il fait des études universitaires dans le Missouri, l’Indiana, puis à Munich en Allemagne. 
À partir de 1960, il se consacre à l’écriture. Il est l’auteur de nombreuses nouvelles, dont une signée du pseudonyme de Mark West, pour les pulps, puis pour Manhunt, Alfred Hitchcock Mystery, Michael Shayne, Fantasy and Science Fiction, etc. Il fait également paraître une vingtaine de romans policiers et de récits de science-fiction. Outre deux nouvelles, trois de ses romans ont été publiés en France, dont deux sous la signature Ellery Queen. 

## Œuvre

### Romans policiers

#### Signés Charles Runyon
- The Anatomy of Violence (1960)
- The Death Cycle (1963)
- Color Him Dead (1963)
- The Prettiest Girl I Ever Killed (1965) Publié en français sous le titre Ma plus jolie victime, Paris, Série noire, no 996, 1966, traduction de France-Marie Watkins.
- Bloody Jungle (1966)
- The Black Moth (1967)
- No Place to Hide (1970)
- Pig World (1971)
- Ames Holbrook, Deity (1972)
- Power Kill (1972)
- Soulmate (1974)
- I, Weapon (1974)
- To Kill a Dead Man (1976)
- Kiss the Girls and Make Them Die (1977)
- Gipsy King (1979)

#### Signés Ellery Queen
- The Last Score (1964)
- The Killer Touch (1965) Publié en français sous le titre Tribulations flicardesques, Paris, Série noire, no 1090, 1966.
- Kiss and kill (1969) Publié en français sous le titre Casse-tête aztèque, Paris, Presses de la Cité, Un mystère no 148, 1971.

#### Signée Mark West
- Once affair (1961)
- His boss'wife (1962)
- Object of lust (1962)

### Romans de science-fiction
- First Man in a Satellite (1958)
- Solution Tomorrow (1959)
- Remember Me, Peter Shepley (1960)
- Happiness Squad (1967)
- The Youth Addicts (1967)
- Sweet Helen (1969)
- Dream Patrol (1970)
- Soulmate (1970)
- A Good Head for Murder (1974)
- Once There Were Cows (1974)
- Noomyenoh (1975)
- Terminal (1975)
- In Case of Danger, Prsp the Ntxivbw (1975)
- Brain Diver (1976)
- The Sitter (1976)
- Metafusion (1977)
- Daughter of the Vine (1977)
- The Liberation of Josephine (1978)

### Nouvelles

#### Signées Charles Runyon
- Hangover (1960) Publié en français sous le titre Gueule de bois, dans Histoires diaboliques, Paris, Presses Pocket no 2365, 1986.
- The Possessive Female (1961)
- Never Kiss a Killer (1965)
- The Waiting Room (1969)
- A Good Head for Murder (1974) Publié en français sous le titre Puzzle macabre, Paris, Polar no 5, septembre 1979. Publié en français dans une nouvelle traduction sous le titre Morceaux choisis, Paris, Presses Pocket no 1815, 1980.
- An Act of Simple Kindness (1975)

#### Signée Mark West
- Dead Skin (2000)

## Sources
- Les Auteurs de la Série Noire, 1945-1995, collection Temps noir, Joseph K., 1996, (avec Claude Mesplède), p. 405.